# StuBu

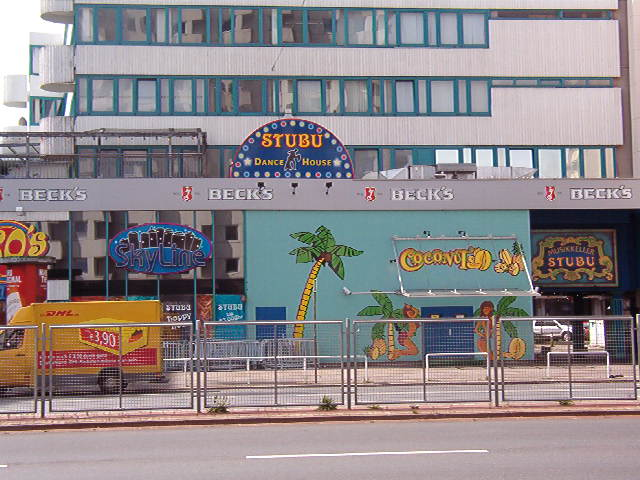
Das StuBu in Bremen am Tage (Aufnahme 2007)

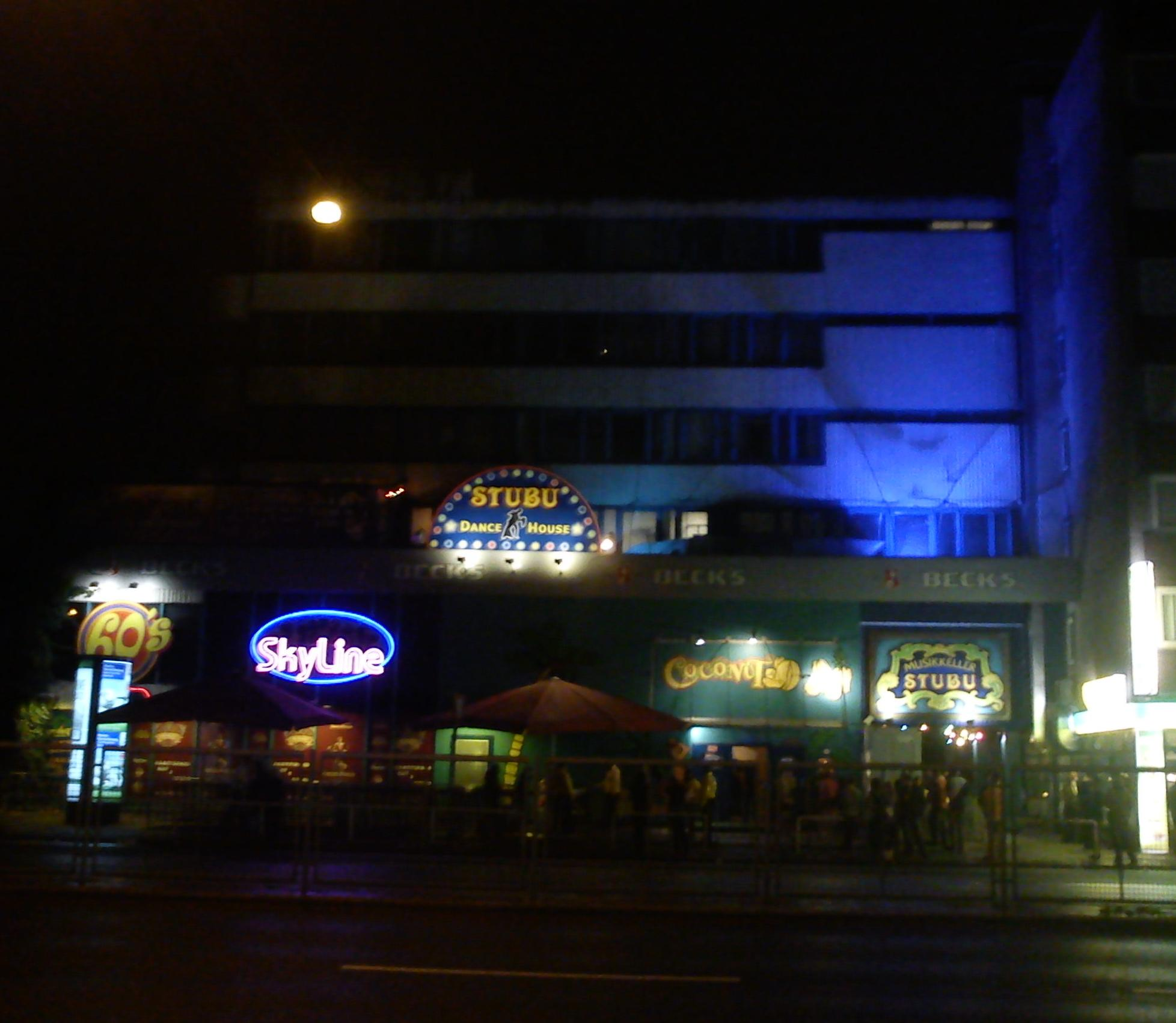
Das StuBu in Bremen nachts (Aufnahme 2013)

Das StuBu war ein studentisches Jazz-Lokal und dann eine traditionsreiche Diskothek in Bremen. Das Lokal befand sich zunächst in der Ostendorpstraße. Nach mehreren Umzügen wurde es am Rembertiring eine der Hauptattraktionen der sogenannten „Diskomeile“ in der Bahnhofsvorstadt. Nach dem Ausbau zum „Stubu Dancehouse“ beherbergte die Diskothek insgesamt fünf Ebenen mit unterschiedlicher Ausrichtung unter einem Dach. Zwischendurch wurde es immer wieder durch die bremischen Behörden vorübergehend geschlossen.

## Geschichte
Der Name StuBu leitete sich von Studentenbund ab, da es sich ursprünglich um einen Veranstaltungsort des Studentenbundes Bremen e.V., einer Vertretung der Studenten, handelte, die ihr Wohnheim, Büro, Saal und Bar in der Ostendorpstraße 2 hatte. Das StuBu lässt sich bis ca. 1948 zurückverfolgen; ab da existierten Aktenordner mit Geschäftsunterlagen und auch den ersten Beschwerden der Anwohner über Lärm und Belästigungen durch Gäste. Der Studentenbund war bis zu etwa Mitte der 1970er Jahre ein eingetragener Verein.
Das StuBu hatte anfangs (bis ca. Ende der 1970er Jahre) nur am Wochenende geöffnet. Es hatte weit über die Grenzen Bremens hinaus einen sehr guten Ruf in der Jazz-Szene; Auftritte namhafter Musiker wie Albert Mangelsdorff, Volker Kriegel, Hannes Wader, Axel Zwingenberger und vielen mehr zeugten von dieser Beliebtheit. Kleine Jazz-Bands wie das Sextett um Harald Eckstein mit Ed Kröger (Modern Jazz), die Six Sounds oder die Hot Potatoes (beide Swing und New-Orleans-Jazz) waren auch über Bremens Grenzen bekannt. Lag keine Live-Musik an, wurde das StuBu als Disco betrieben, wobei die Musik sich stark von der Musik der üblichen Discos unterschied – auch hier war jeder Abend komplett ausverkauft. Das StuBu wurde damals ehrenamtlich betrieben.
Auch von der Einrichtung unterschied sich das StuBu von den üblichen Discos bzw. Clubs dieser Zeit. Bis ca. 1972 bestand das Mobiliar im Hauptraum, also um die Tanzfläche herum, hauptsächlich aus alten Sofas und Sesseln. Diese lässige Bequemlichkeit war sehr beliebt und mit ein Erfolgsgeheimnis dieses Clubs. Ab ca. 1972 wurde der Hauptsaal etwas moderner gestaltet, viele Sofas flogen raus und machten Tischen und Bänken aus Holz Platz – aber auch diese Einrichtung hatte ihren Charme und war nicht gewöhnlich; auch wenn viele sie zuerst ablehnten, konnte sie der Beliebtheit keinen Abbruch tun.
Da das Gebäude des StuBu der Stadt gehörte (es war nur gemietet) und nachdem der Studentenbund sich Anfang der 1970er Jahre auflöste, kam irgendwann in der Ostendorpstraße das Aus. Es gab einen erheblichen Renovierungsbedarf, außerdem nahmen die Proteste der Anwohner stark zu, als der Betreiber das StuBu auch an Wochentagen öffnete.
Das StuBu gehörte ab ca. Mitte der 1970er Jahre nicht mehr dem Studentenbund, sondern wurde von dem damaligen Geschäftsführer übernommen und nun kommerziell betrieben. Die Stadt Bremen beschloss Mitte der 1980er Jahre, das Gebäude abzureißen. Dem Betreiber wurde gekündigt und ein Ausweichquartier in der Innenstadt angeboten.
1986 zog das StuBu in die Bremer Innenstadt um und war nun in der Straße Hinter dem Schütting zu finden, in direkter Nähe zum Marktplatz und der Böttcherstraße. 1994 entschied man sich erneut zu einem Umzug, diesmal zum Rembertiring 21.

## Betrieb ab dem Jahr 2000
Wiederholt kam es im Zusammenhang mit den Türstehern ab dem Jahre 2001 zu Körperverletzungs- und Drogendelikten.
2004 wurde das StuBu als Gesamtunternehmen in StuBu Dancehouse umbenannt. Die zwei Clubs StuBu-Musikkeller und Coconut wurden um Skyline und Sixties sowie eine Lounge erweitert.
Die Diskotheken der sogenannten Bremer Diskomeile und insbesondere auch das StuBu wurden Anfang 2006 nach einer Schießerei vor der benachbarten Diskothek „Beat-Club“ verstärkt von der Polizei beobachtet. Die Schießerei hatte zwischen Albanern und Mitgliedern eines libanesischen Familienclans stattgefunden. Es kam die Vermutung auf, dass es organisierte Türsteherbanden gibt. Der Cheftürsteher des StuBu war mit einer Frau des libanesischen Clans verheiratet. Die Behörden kündigten eine verstärkte Überprüfung der Bremer Türsteher an, da befürchtet wurde, dass die Auseinandersetzungen Teil des Versuches der organisierten Kriminalität sind, den Zugang zu den Diskotheken zu kontrollieren. Dabei wurde nach den Vermutungen der Polizei das Ziel verfolgt, bestimmte Lokale nur für eigene Drogenhändler, Prostituierte und deren Kunden offenzuhalten. Allein in der ersten Hälfte des Jahres 2006 untersuchte die Polizei 70 derartige Fälle.
Am 26. August 2006 fand in der Folge dieser Auffälligkeiten eine größere Razzia statt. Bei der Durchsuchung sperrten etwa 500 Polizeibeamte das Lokal großräumig ab. Es wurden 1500 Personen durchsucht, 52 waren minderjährig. In der Folge der Durchsuchung und der vorhergehenden Vorfälle wurde dem Betreiber die Schließung angedroht, da der Verdacht bestehe, dass die organisierte Türsteherszene und Kriminelle das Geschäft leiten und nicht der Inhaber. Zum 11. Dezember 2006 wurde die Gaststättenkonzession durch das zuständige Stadtamt widerrufen. Ein vor dem Verwaltungsgericht eingeleitetes Eilverfahren blieb erfolglos, auch das angerufene Oberverwaltungsgericht Bremen bestätigte die Entscheidung des Stadtamtes.
Am 18. April 2007 wurde das Stubu geschlossen.
Am 12. Juli 2007 wurde die Wiedereröffnung nach Umsetzung diverser, oftmals sicherheitsrelevanter, Maßnahmen mit neuem Inhaber und verschiedensten Auflagen genehmigt. Mit Wiedereröffnung trat das Stubu als „Stubu DanceHouse GmbH“ auf.
Nachdem es 2008 zu Problemen beim Einlass und im April zu einer Messerstecherei gekommen war, drohte im Mai erneut die Schließung, aber unter erschwerten Auflagen wurde der Betrieb wieder zugelassen.
Im Mai 2010 ersetzte der alleinige Gesellschafter Rainer Büsing den bisherigen Geschäftsführer. Wenige Monate darauf, am 26. August 2010 kündigte das Bremer Stadtamt an, der Diskothek die Konzession erneut zu entziehen. Grund sei die gewerberechtliche Unzuverlässigkeit des Alleingesellschafters und Inhabers. Der von ihm eingesetzte Geschäftsführer sei nur ein sog. Strohmann. Das Stubu blieb jedoch vorläufig geöffnet, da sich das Stadtamt bereiterklärte, die Diskothek so lange nicht zu schließen, bis das Verwaltungsgericht in der laufenden Angelegenheit entschieden hatte. Der Betreiber des Stubu hatte beim Amt Widerspruch eingelegt und beim Verwaltungsgericht außerdem einen Antrag eingereicht, dass das Stadtamt die Diskothek nicht wie angekündigt sofort schließen darf.
Im September 2010 wurde die Geschäftsführung erneut ausgewechselt. Statt einem hatte die Stubu DanceHouse GmbH nun drei Geschäftsführer.
Am 1. August 2012 entzog das Bremer Stadtamt dem Betreiber die Gaststätten-Lizenz. Binnen 14 Tagen sollte der Betrieb eingestellt werden. Die Behörde warf dem früheren Club-Chef Rainer Büsing vor, das Stubu weiterhin über Strohleute zu kontrollieren. Dies hätten Ermittlungen der Polizei ergeben. Bereits Mitte Juni lief der Vertrag mit der Firma aus, die im Stubu für die Sicherheit verantwortlich war. Stattdessen wurden erneut eigene Türsteher angestellt, was jedoch dem zwischen Stadtamt und Diskothek vereinbarten Sicherheitskonzept widersprach. Das Stadtamt sah die Sicherheit der bis zu 3000 Gäste nicht mehr gewährleistet.
Am 10. August 2012 wurde bekannt, dass die Diskothek vorerst geöffnet bleiben darf, da es das zuständige Stadtamt versäumt hatte, die Betreiber des Stubu vor Mitteilung der Schließungsanordnung vorher anzuhören. Dies sollte jedoch nachgeholt werden.
Am 9. Oktober 2012 bestätigte das Oberverwaltungsgericht Bremen die Schließungsverfügung des Stadtamtes. Das Oberverwaltungsgericht sah es als erwiesen an, dass eine unzuverlässige Person maßgeblichen Einfluss auf den Geschäftsbetrieb der Betreibergesellschaft gehabt hatte, was auch deren Unzuverlässigkeit begründe.
Zunächst wurde keine Gaststättenkonzession für die neu gegründete Seven Days GmbH i. G. durch das Stadtamt vergeben. Dagegen reichte die neue Firma Klage beim Verwaltungsgericht in Bremen ein. Am 12. September 2013 konnte die Diskothek schließlich wiedereröffnet werden.
Seit dem 1. Juni 2019 ist die Kult-Disco erneut geschlossen worden. Es bestehen Pläne, dass an dem letzten Standort des StuBu ein Hotel, Büros und ein Tanzbetrieb entstehen soll.